# Amusia murina
Amusia murina är en spindelart som beskrevs av Albert Tullgren 1910. Amusia murina ingår i släktet Amusia och familjen plattbuksspindlar. Inga underarter finns listade i Catalogue of Life.